# Barbara Pym

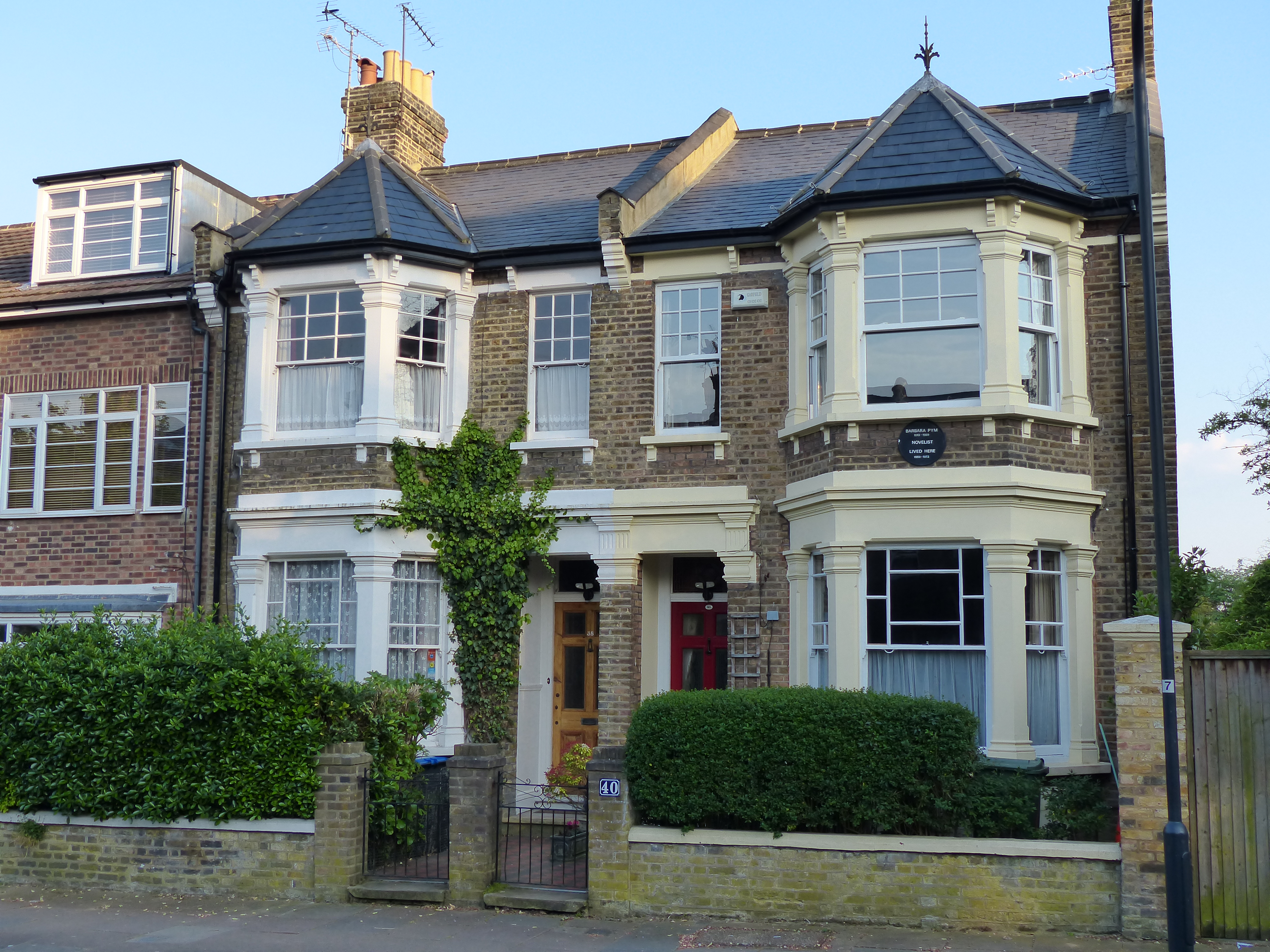
Vivienda de Barbara Pym entre 1960 y 1972. Londres

Barbara Mary Crampton Pym (2 de junio de 1913 - 11 de enero de 1980) fue una novelista inglesa, que publicó un puñado de excelentes novelas, en un tono aparentemente menor, desde 1950 hasta 1961; siguió escribiendo pero solo fue rescatada en 1977, y su obra reapareció y se amplió. Hoy es un clásico del siglo XX.

## Biografía
Barbara Pym nació en Oswestry, en Shropshire, cerca de la frontera galesa. Su madre estuvo muy implicada en el mundo comunitaro anglicano (como reflejará su hija en muchas novelas). Fue educada en el Huyton College, que estaba próximo a Liverpool. Estudió, a continuación, inglés en el St Hilda's College, de Oxford. 
Durante la Segunda Guerra Mundial, Pym prestó servicio en el Women's Royal Naval Service. Luego, trabajó en el International African Institute de Londres, durante bastantes años, y tuvo ella, además, gran peso en la publicación de la revista de antropología, África, de ahí la frecuencia con la que aparecen etnólogos en sus novelas.
Sucede que Barbara Pym se quedó siempre soltera, pero no sin tener varios amoríos masculinos (destacadamente con Henry Harvey, un condiscípulo de Oxford, y con Julian Amery, futuro político de éxito). Su hermana más joven Hilary, que se había casado con un arquitecto, se divorció pronto, en 1946, y pasó a vivir definitivamente con ella hasta su muerte. Hilary trabajó realizó programas para la BBC, y sobrevivió a Barbara hasta el año 2005, pudiendo así prosegir la difusión de la obra de ella y mantener su memoria, al fundar en 1993 la "Barbara Pym Society".

## Escritora destacada
Barbara Pym escribió una primera novela a los 16 años: Young Men in Fancy Dress, donde narraba la vida bohemia en Chelsea. En 1940 escribió una segunda novela, que se conoció tras su muerte. Siguió su aprendizaje como escritora, sin publicar nada, hasta 1950, pese a sus intentos de lograrlo en distintas editoriales. 
Barbara Pym empieza la carrera literaria pública con Some Tame Gazelle (1950), a la que siguieron de inmediato la destacada Mujeres excelentes (1952) y Jane y Prudence (1953), dos novelas muy ricas de matices psicológicos y con gran sentido del humor, que tuvieron gran éxito. Son magníficos retratos sobre la cotidiana realidad de unos personajes de vidas grises externamente. 
Publicó de inmediato otras tres novelas: Less than Angels (1955), A Glass of Blessings (1958) y Amor no correspondido (No Fond Return Of Love), en 1961, que cerró de momento su trayectoria como escritora en activo.
Pero extrañamente no encontró editor para sus obras en quince años, entre 1963 y 1977: así ocurrió con The Sweet Dove Died, no aparecida entonces, que fue rechazada por veinte editoriales. 
El nuevo giro de la valoración de Pym llegó con un artículo-encuesta en el Times Literary Supplement, de 1977, donde dos destacados críticos, Lord David Cecil y Philip Larkin, la eligieron a la par como una de las mejores escritoras olvidadas de la centuria. Enseguida apareció Murió la dulce paloma, y Quartet in Autumn, que fue propuesta para el premio Booker.
En efecto, logró éxito, con estas dos novelas, pero murió enseguida, a los 66 años, en 1980. Por este motivo, tres escritos anteriores suyos, aparecieron después de su muerte, gracias al empeño de su hermana Hilary. En su legado se incluye un importante diario: A Very Private Eye, aparecido en 1985.
Hoy es muy aclamada, como le sucedió a Elizabeth Taylor (escritora), que fue también comparada —como ella— con Jane Austen, lo que supone una cierta imprecisión, pues la vida común y los sentimientos entre trágicos e irónicos es una característica de muchas novelas contemporáneas no necesariamente inglesas ni austenianas. Pero da la medida de su valoración, y se asocia su estilo con la alta comedia que floreció en Inglaterra por los primeros años de su carrera, aunque hay una atmósfera más dolorosa en sus páginas. 
En apariencia, su obra ofrece retratos de la vida en los suburbios de ciertas ciudades, a modo de una comedia de costumbres (en las que tiene peso la iglesia anglicana y sus actividades sociales). Y sin embargo su diálogo no es nada concesivo, abunda en sus páginas una profunda ironía y hay finalmente un tono más trágico que se acentúa en sus últimas novelas. Es más, se dice que ella en definitiva fue una especie de antropóloga de gabinete, que analizaba en sus libros a intelectuales y oficinistas, a secretarias sentimentales, maduros apasionados y muchas mujeres que ya no eran jóvenes y trataban de entablar todo tipo de relaciones. 
Ha sido traducida por completo al italiano. En francés hay buenos ensayos sobre ella. Las ediciones españolas de Barbara Pym se iniciaron en 1985, y han proseguido discontinuamente hasta 2017.

## Novelas
- Some Tame Gazelle (1950), primera novela publicada.
- Excellent Women (1952). Trad. Mujeres excelentes, Anagrama, 1985 y Gatopardo, 2016.
- Jane and Prudence (1953). Trad. Jane y Prudence, Lumen, 2009.
- Less than Angels (1955). Trad. Un poco menos que ángeles, Gatopardo, 2018.
- A Glass of Blessings (1958). Trad. Los hombres de Wilmet, Lumen, 2010.
- No Fond Return Of Love (1961). Trad. Amor no correspondido, Gatopardo, 2017 978-84-946425-1-7
- Quartet in Autumn (1977). Cuarteto en otoño, Gatopardo, 2021.
- The Sweet Dove Died (1978). Trad. Murió la dulce paloma, Lumen, 1993.
- A Few Green Leaves (1980).

- A Very Private Eye (1985), diarios, aparecidos póstumamente.
- Crampton Hodnet (hacia 1940, rescatada en 1985).
- An Unsuitable Attachment (1963; publicada en 1982).
- An Academic Question (1970-72; publicada en 1986.